# Щербинівська селищна рада
Щербинівська селищна рада — орган місцевого самоврядування у складі Торецької міської ради Донецької області. Адміністративний центр — селище Щербинівка.

## Загальні відомості
- Населення ради: 5254 особи (станом на 2001 рік)

## Населені пункти
Селищній раді підпорядковані населені пункти:
- с-ще Щербинівка
- с-ще Петрівка

## Склад ради
Рада складається з 22 депутатів та голови.
- Голова ради: Бергій Нелля Михайлівна
- Секретар ради: Падалко Любов Вікторівна

### Керівний склад попередніх скликань
| ПІБ                     | Основні відомості                                                        | Дата обрання | Дата звільнення |
| ----------------------- | ------------------------------------------------------------------------ | ------------ | --------------- |
| Бергій Нелля Михайлівна | Селищний голова, 1964 року народження, освіта вища, член Партії регіонів | 26.03.2006   | 31.10.2010      |
| Бергій Нелля Михайлівна | Селищний голова, 1964 року народження, освіта вища, член Партії регіонів | 31.10.2010   |                 |

Примітка: таблиця складена за даними джерела

### Депутати
За результатами місцевих виборів 2010 року депутатами ради стали:

#### За суб'єктами висування
| Суб'єкт висування                        | Кількість обраних депутатів | %    |
| ---------------------------------------- | --------------------------- | ---- |
| Партія регіонів                          | 21                          | 95,5 |
| Прогресивна соціалістична партія України | 1                           | 4,5  |

#### За округами
| № округу                                 | Прізвище, ім'я, по батькові       | Дата визнання обраним | Освіта         | Партійна приналежність | Відомості про обраного депутата                                       |
| ---------------------------------------- | --------------------------------- | --------------------- | -------------- | ---------------------- | --------------------------------------------------------------------- |
| Партія регіонів                          |                                   |                       |                |                        |                                                                       |
| 1                                        | Падалко Любов Вікторівна          | 02.11.2010            | Освіта середня | член Партії регіонів   | РМЗ ДП «Дзержинськвугілля», інспектор з кадрів                        |
| 2                                        | Шолохов Роман Іванович            | 02.11.2010            | Освіта вища    | член Партії регіонів   | АПК шахта «Новодзержинська», майстер АПК                              |
| 3                                        | Головата Ніна Антонівна           | 02.11.2010            | Освіта середня | член Партії регіонів   | шахта ім. Дзержинського, фельдшер                                     |
| 4                                        | Нуждіна Лариса Володимирівна      | 02.11.2010            | Освіта вища    | член Партії регіонів   | Збагачувальна фабрика «Дзержинська», головний инженер                 |
| 5                                        | Помазан Людмила Анатоліївна       | 02.11.2010            | Освіта вища    | член Партії регіонів   | Дзержинський шкірно-венерологічний диспансер, лікар-лаборант          |
| 6                                        | Муравенко Олександр Геннадійович  | 02.11.2010            | Освіта середня | член Партії регіонів   | АПК шахта «Новодзержинська», підземний прохідник                      |
| 8                                        | Чуйко Андрій Валерійович          | 02.11.2010            | Освіта середня | член Партії регіонів   | шахта ім. Дзержинського, гРОЗ                                         |
| 9                                        | Шевченко Антоніна Степанівна      | 02.11.2010            | Освіта середня | член Партії регіонів   | пенсіонер                                                             |
| 10                                       | Казьонний Олександр Володимирович | 02.11.2010            | Освіта середня | член Партії регіонів   | шахта ім. Дзержинського, електрослюсар                                |
| 11                                       | Тарнопольська Людмила Сергіївна   | 02.11.2010            | Освіта середня | член Партії регіонів   | стоматологічна поліклініка, рентген лаборант                          |
| 12                                       | Качан Галина Вікторівна           | 02.11.2010            | Освіта середня | член Партії регіонів   | РМЗ ДП «Дзержинськвугілля», головний бухгалтер                        |
| 13                                       | Данилейко Інна Миколаївна         | 02.11.2010            | Освіта середня | член Партії регіонів   | Донецька залізниця, робітниця                                         |
| 14                                       | П'ятченко Олександр Миколайович   | 02.11.2010            | Освіта середня | член Партії регіонів   | приватний підприємець                                                 |
| 15                                       | Москаленко Юрій Григорович        | 02.11.2010            | Освіта середня | член Партії регіонів   | шахта ім. Дзержинського, диспетчер                                    |
| 16                                       | Грипась Валентина Миколаївна      | 02.11.2010            | Освіта середня | член Партії регіонів   | пенсіонер                                                             |
| 17                                       | Ушакова Оксана Григорівна         | 02.11.2010            | Освіта середня | член Партії регіонів   | Компанія «КОНТИ», машиністка РУД                                      |
| 18                                       | Волкова Наталія Павлівна          | 02.11.2010            | Освіта вища    | член Партії регіонів   | загальноосвітня школа І-ІІ ст. № 21, вчитель                          |
| 19                                       | Самошкіна Ірина Олексіївна        | 02.11.2010            | Освіта вища    | член Партії регіонів   | домогосподарка                                                        |
| 20                                       | Гецанін Валентин Іванович         | 02.11.2010            | Освіта вища    | член Партії регіонів   | АПК шахта «Новодзержинська», заступник директора з комерційних питань |
| 21                                       | Бурлак Зінаїда Григорівна         | 02.11.2010            | Освіта середня | член Партії регіонів   | пенсіонер                                                             |
| 22                                       | Качан Олена Вікторівна            | 02.11.2010            | Освіта середня | член Партії регіонів   | ДП «Дзержинськвугілля», комірник                                      |
| Прогресивна соціалістична партія України |                                   |                       |                |                        |                                                                       |
| 7                                        | Чеснокова Надія Костянтинівна     | 02.11.2010            | Освіта середня | член Партії регіонів   | загальноосвітня школа І-ІІІ ст. № 20, завгосп                         |